# Могила Александра Манштейна

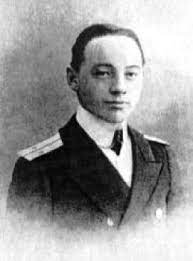
А. С. Манштейн

Захоронение Александра Сергеевича Манштейна находится на русском участке христианского кладбища г. Бизерта в Тунисской Республике. Могила старшего лейтенанта Александра Сергеевича Манштейна входит в Перечень находящихся за рубежом мест погребения, имеющих для Российской Федерации историко-мемориальное значение (распоряжение Правительства Российской Федерации от 11.11.2010 г. № 1948-р, с изменениями от 28.08.2012 г. № 1551-р, от 04.03.2014 г. № 310-р, от 13.07. 2016 г. № 1493, от 09.06.2017 г. № 1197-р).
В настоящее время регулярно поддерживается в надлежащем состоянии представительством Россотрудничества в Тунисской Республике, Посольством России в Тунисе и волонтерами Тунисской ассоциации «Российское наследие».

## Местоположение
А. С. Манштейн похоронен в г. Бизерте на христианском кладбище Уэд Аль Асель (Cimetière Chrétien D’El Assel de Bizerte). Город Бизерта — последняя стоянка Русской эскадры и символ Русского исхода. Захоронения русских эмигрантов, связанные с Русской эскадрой, появились на местном христианском кладбище с 1921 г. На данный момент сохранилось всего около 40 могил. Здесь покоятся контр-адмирал В. В. Николя (1881—1923), вице-адмирал, участник обороны Порт-Артура, директор Морского корпуса в Бизерте А. М. Герасимов (1861—1931), контр-адмирал С. Н. Ворожейкин (1867—1939) и другие морские офицеры, гардемарины и члены их семей. Русские захоронения расположены группами по разным участкам кладбища. В левой части кладбища находится братская могила. Основанием креста на этой могиле служит морской камень. В апреле 1999 г. на кладбище Бизерты рядом с братской могилой был установлен кенотаф с мемориальной доской на русском и французском языках: «В память о моряках Русской эскадры и всех российских людях, покоящихся в тунисской земле»[1]. Ежегодно в памятные даты, связанные с историей Российского флота и Русской эскадры, на христианском кладбище г. Бизерты проходят мемориальные мероприятия с возложением цветов на кенотаф, братскую могилу и могилу старейшины русской общины в Тунисе А. А. Манштейн-Ширинской. Волонтерами Тунисской ассоциации «Российское наследие» из числа соотечественников и тунисцев проводятся субботники или работы по содержанию данных участков в достойном виде на добровольные пожертвования.

## Исторические данные
Манштейн Александр Сергеевич (22 июня 1888, Царское село, Российская империя — 2 февраля 1964, Бизерта, Тунис) — из семьи офицеров Русской армии Манштейнов. Родители — Андрей Сергеевич Манштейн (1861—1934), Анастасия Александровна Насветевич (1864). В 1908 г. окончил Морской корпус в Санкт-Петербурге (Мессинский выпуск), старший лейтенант.
Во время учебного двухмесячного плавания в ноябре 1908 г. на линейном корабле «Цесаревич» в Средиземноморье принял участие в спасательных работах населения г. Мессины.
Действительная служба в Императорском флоте России для А. С. Манштейна началась весной 1909 г. Он получил назначение на судно связи «Геок-Тепе» в составе Каспийской флотилии. В 1911 г. был назначен в Балтийский флот, в 1914 г. был переведен в Ревель, где принял командование посыльным судном службы связи «Невка».
В 1914 г. был опубликован сборник рассказов «Гангутская победа и другие подвиги моряков и судов родного флота» (Санкт-Петербург, 1914 г.)[2], в который вошло 11 рассказов А. С. Манштейна, посвященных офицерам и кораблям флота в первой морской победе русского флота в 1714 г. : «Гангутская победа», «Капитан де-Фремери», «Брандер Ильина», «Подвиг капитана Сакена», «Подвиги капитана-лейтенанта Кроуна», «Бриг „Александр“», «Бой тендера „Опыт“ с английским фрегатом», «Бой брига „Меркурий“ с двумя турецкими кораблями», «Бой „Весты“ с турецким броненосцем», «Бой миноносца „Страшный“ 31-го марта 1904 года», «Броненосец „Адмирал Ушаков“». В этот же сборник вошли рассказы лейтенанта А. Н. Лушкова «Геройская гибель броненосца „Князь Суворов“» и капитана 2-го ранга А. В. Домбровского «Русские моряки в Мессине в 1908 году». Сборник был удостоен премии имени графа С. А. Строганова.
В феврале 1918 г., когда немцы заняли Ревель, А. С. Манштейн шесть месяцев находился в казармах для интернирования русских офицеров. Осенью через Украину присоединился к ВСЮР в Новороссийске. В апреле 1919 г. был назначен командиром эсминца «Жаркий» (до 1924 г.)[3]. Его стараниями и настойчивостью миноносец был эвакуирован в составе Русской эскадры в Бизерту. «Жаркий» привел на буксире плавучий транспорт-мастерскую «Кронштадт».
Из воспоминаний дочери А. С. Манштейна Анастасии Александровны Ширинской, автора книги воспоминаний о жизни русских эмигрантов в Тунисе «Бизерта. Последняя стоянка»:
```
"До последней минуты мы не знали, как уедем. «Жаркий» стоял в доках с разобранными машинами. Папа получил приказ его покинуть и перевести экипаж на «Звонкий». Папиному возмущению не было конца. «И не говорите, что я потерял рассудок! Я моряк! Я не могу бросить свой корабль в городе, в который входит неприятель!
```

Пока все грузились, мы сидели дома, а папа упорно добивался в штабе, чтобы миноносец был взят на буксир… После разговора с Кедровым он добился своего. Вернувшись на «Жаркий», не теряя времени, он послал людей вернуть с заводов отдельные части разобранных машин. Это было самое спешное. Надо было также снабдить корабль самым необходимым: хлебом, консервами, нефтью…" [4] 
В Бизерте после отъезда штаб-офицера С. Л. Трухачева в г. Тунис А. С. Манштейн был назначен командиром бывшего линкора «Георгий Победоносец» (1923—1924) — общежития для русских эмигрантов. В Тунисе после ликвидации эскадры брался за любую работу: тачал сапоги, занимался чеканкой, делал рамки для фотографий, выполнял поделочные работы на заказ. Остался русским беженцем. В 1930-е гг. был избран членом Комитета по строительству русского православного храма св. Александра Невского в г. Бизерта (Тунис), храма-памятника кораблям Русской эскадры. Соорудил крест над киотом в указанном храме. Семья жила в Бизерте.
А. С. Манштейн скончался 2 февраля 1964 г. в Бизерте. Как пишет Анастасия Александровна: «В последний раз в нашей маленькой церкви стоял гроб, покрытый старым Андреевским флагом, — все, что осталось от последней стоянки»[4].
Семья:
Жена Зоя Николаевна (урожд. Доронина, 13 февраля 1890, Санкт-Петербург, Российская империя — 19 июня 1961, Страсбургˌ Франция). Прибыла в Бизерту с детьми в декабре 1920 г. на пассажирском транспорте «Великий князь Константин». С миноносца «Жаркий» переехала с детьми на бывший линкор «Георгий Победоносец» (до начала 1925 г.). В эмиграции выполняла хозяйственные работы во французских семьях.
Дочери:
Анастасия (23 августа 1912, родовое имение близ Лисичанcка, Российская империя — 21 декабря 2009, Бизерта, Тунис; замужем за С. Ширинским) стала старейшиной русской общины в Тунисе. Анастасия Александровна внесла большой вклад в сохранение исторических реликвий и памяти о Русской эскадре и её моряках. Написала книгу-воспоминаний «Бизерта. Последняя стоянка», изданную на французском и на русском языках (1996, 1999—2000). В 2005 году за эту книгу Анастасии Александровне была присуждена специальная награда Всероссийской литературной премии «Александр Невский» «За труды и Отечество».
Ольга (30 апреля 1917, Таллин — 7 октября 2001, Ницца, Франция, замужем за Н. И. Мандрыкой)
Александра (27 сентября 1918, Привольное, Ставропольский край, Российская империя — 18 сентября 1991, Тулон, Франция; замужем за А. Н. Апухтиным)
Мария (3 марта 1924, Бизерта, Тунис — 14 июля 1925, Бизерта, Тунис)